# Туссоки
Туссоки, или тассеки (англ. Tussock grassland) — тип злаковые сообщества, сходные со степями, которые распространены в сухих и жарких районах в Новой Зеландии, Австралии и на Фолклендских островах.

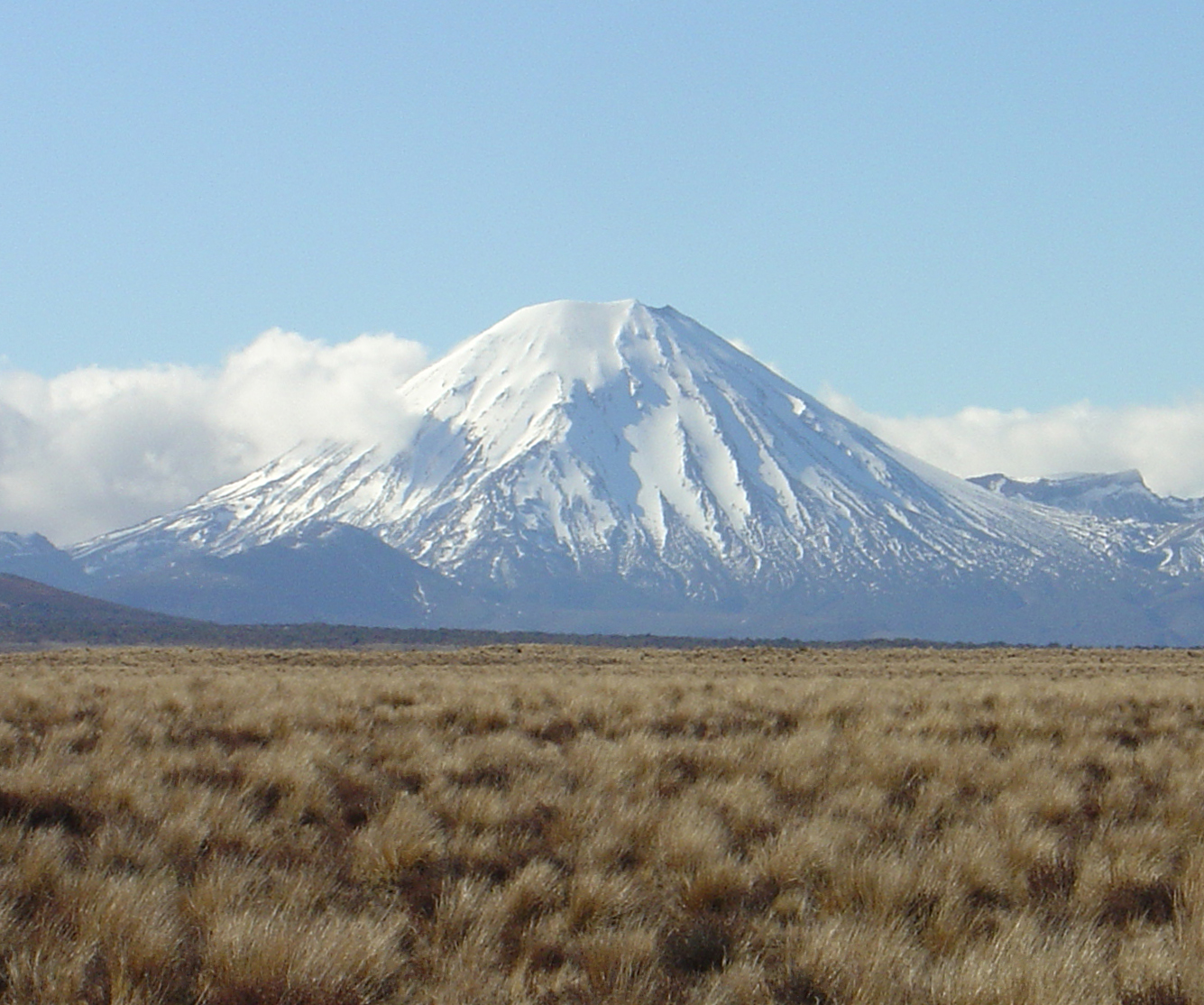
Туссоки около горы Нгаурухоэ на Северном острове Новой Зеландии

## Туссоки в Новой Зеландии
В Новой Зеландии туссоки широко распространены на Южном острове. Считается, что участки туссоков в Новой Зеландии, ниже климатической границы леса в области дождевой тени Южного острова, были сформированы, в основном выжиганием лесов в период после полинезийского поселения около 750 лет назад. В зависимости от высоты растений туссоки делятся на низкие и высокие

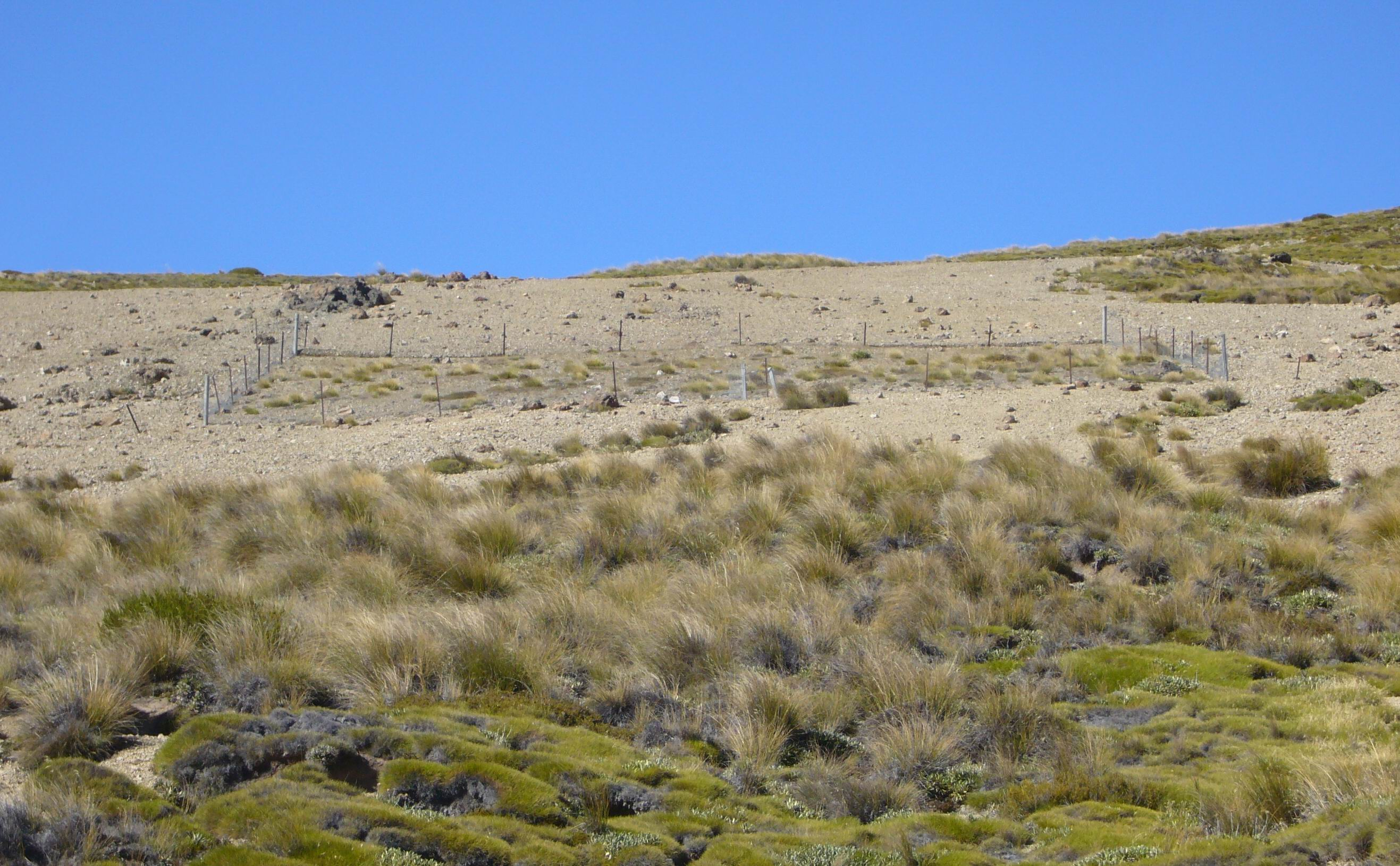
Огороженный участок на Island Saddle на Южном острове Новой Зеландии, что бы предотвратить поедание растительности, и дать ей восстановиться

### Туссоки низкие
Это скопления небольшой травы — обычно менее 50 см. Они растут в основном на меньших высотах. На этих лугах преобладают виды Poa cita и Festuca novae-zelandiae. Их часто можно встретить на краю кустарников и лесов. В 1840 году в Новой Зеландии этот тип составлял около 44 % лугов. Они росли в основном в засушливых районах — центральной и восточной частях Северного острова, а также на Южном острове — в равной его части и на меньших высотах на восточных горных склонах.

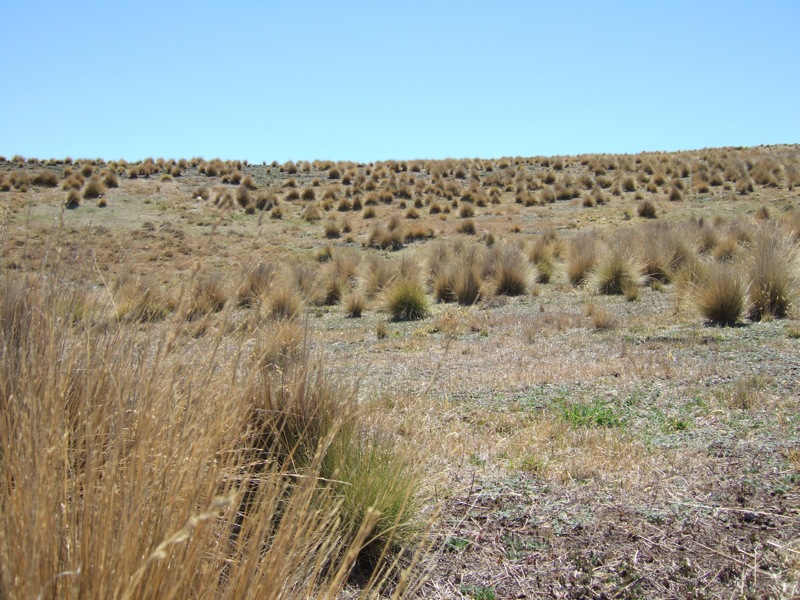
Южный остров Новая Зеландия

### Туссоки высокие
Они состоят из трав, растущих до 1,5 м. Преобладают травы рода Chionochloa, большинство из которых являются эндемичными для Новой Зеландии. К ним относятся виды Chionochloa rubra, Chionochloa flavescens, Chionochloa pallens, Chionochloa crassiuscula, Chionochloa oreophila, Chionochloa australis, Chionochloa rigida и Chionochloa macra.

## Туссоки в Австралии
Туссоки в Австралии относятся к числу наиболее угрожаемых типов растительности. В основном  туссоки представлены растениями из видов родов Aristida, Astrebla, Austrodanthonia, Austrostipa, Chrysopogon, Dichanthium, Enneapogon, Eragrostis, Eriachne, Heteropogon, Poa, Themeda, Sorghum.
Состав растений очень дифференцирован и зависит от географического положения, вида почв или рельефа. Растягивается от тропических пространств через полупустыни по территории умеренного климата, включая ценные пастушьи пространства. Выступает главном образом в западном Квинсленде, срединной части Северной Территории, также на целом пространстве Южной Австралии. Наибольшее пространство находится в штате Квинсленд и охватывает территории площадью 268 013 км².

## Туссоки на Фолклендских островах
Самым высоким местным растением туссоков на Фолклендских островах является Poa flabellata. Этот злак первоначально покрывал большинство прибрежных островов и большую часть береговой линии основных островов.
Туссоки является одной из доминирующих форм пейзажа на Фолклендских островах. Травы вырастают там даже до 2 м. Обрастают территории, создавая своеобразные лабиринты, которые являются идеальным укрытием для большого количества животных. В том числе птиц из видов Гигантские буревестники (Macronectes), Магелланов пингвин (Spheniscus magellanicus), горные каракары (Phalcoboenus australis), гриф-индейка (Cathartes аура), также утки и гуси.